# ウサビッチ
『ウサビッチ』（Усавич / USAVICH）は、日本のアニメ作品。制作はカナバングラフィックス。

## 概要
刑務所に収監された2匹の兎（プーチンとキレネンコ）とその仲間達が繰り広げる毎日を、独特のCG表現/リズム感/突飛な笑いのセンスで、ドタバタとシュールさを兼ね備えた作風で描き出したショートアニメ。2006年にシーズン1が、2007年にシーズン2が、2008年にシーズン3が、2011年にシーズン4が、それぞれMTV Japan局のMTV FLASHER枠で毎週月曜24時55分頃から初回放映された。最初はMTVの親会社である米バイアコムが日本でスタートさせた携帯コンテンツサービスFLUXのために企画され配信された。1回当たり90秒の短い尺は、携帯電話での鑑賞を見込んだためである。ポニーキャニオンよりDVD化もされた。
なお、一部を除いて会話と言えるセリフは存在せず、主にBGMと効果音のみの内容となっている。また、シーズン1・シーズン2の最終回では「つづく」というテロップ表示がなされていたが、シーズン3以降からは削除されている。

## あらすじ
舞台は、1961年、ソビエト連邦時代のロシア。主人公は、刑務所にて相部屋で服役している二羽の兎、プーチンとキレネンコ。マイペースで唯我独尊、最強無敵のキレネンコと、彼に振り回される苦労人でちょっと間抜けなプーチンという構図は全シリーズを通して共通している。
シーズン1では彼らと看守たちの監獄生活、シーズン2では脱獄した二羽と民警のカーチェイス、シーズン3では辿り着いたデパート（マフィアの巣窟）にて経営者のズルゾロフと、その一味を撃退するまでの一連、シーズン4ではキレネンコの暴走で1階建てとなってしまったデパート跡地に住み着いた二羽とメカネンコの改造から様々なトラブルが起こる日常、シーズン5では逃亡中に迷い込んだ森の中で出くわしたキレネンコの鞄を盗もうとする怪兎・ケダムスキーとのドタバタ劇をそれぞれ描いている。
前日譚にあたるZEROは、シーズン1の3年前である1958年から始まる。謀略により爆殺されたが意識を取り戻したキレネンコ、と同時期に刑務所に収容されたプーチン、看守にいびられながらも監獄生活を送る2羽の出会いを描いている。

## 登場キャラクター
ほとんどがウサギでありセリフとも言えるセリフはほとんどなく、声も一般の声優・俳優ではなく、スタッフが担当している（シーズン4以降は、上野と森村がすべての役を演じている）。なお、レニングラードとコマネチの鳴き声は効果音を加工したものを使用している。

### 主要キャラクター
プーチン／Путин／Putin
声 - 上野大典
緑と白のストライプ模様の囚人服を着たウサギ（もとは他と同じく黒と白のストライプだったが、緑色のペンキを被ったことで黒の線が緑になったことが明かされた（0話））。
体毛は薄茶色。他のウサギと比べて鼻の下が長いマヌケ面で、耳を結び、サンダルを履いている。囚人番号541番。本来は善良な一般市民であり社会主義体制下において清く正しく労働に従事していたが、二日酔いでたった1日仕事をサボったために「資本主義者」というレッテルを張られ、3年の懲役を受ける。とはいえ、毎日タダ飯が食べられるので、囚人生活に不満はない模様。1961年8月26日が出所予定日だったが、出所が間近に迫ったある日、靴を買うため監獄の壁を破壊し脱獄したキレネンコに思わず着いて行ってしまい、脱獄犯として追われる身となる。結果、1ルーブル（日本円で1円ほど）の懸賞金がかけられた。
性格は陽気だが、少々間抜け。しかし物事の分別はあるため、いつもキレネンコの動向に肝を冷やしており、時折巻き添えを食らう破目になることもある（彼のせいで逆にキレネンコが被害を蒙る場合も多い（シーズン2以降））。またシーズン3では、登場した際にはキレネンコの背中にしがみついて顔を覗かせて登場しているため、基本的に彼に頼って生きている（ただし、キレネンコ当人は気づいていない）。故にキレネンコが瀕死の状態に陥ったときには、彼を必死で蘇生させる。コサックダンスが大好きで、服役中はひとりでそれに興じることもしばしば（寝ながら踊っていたこともあった（12話））。
手先が非常に器用で、愛用のレンチ1つだけで瞬時に車の修理や改造を行う（22話）、変圧器を改造してメカネンコ1号を造る（35話）、自分に突きつけられたレーザー銃を一瞬で無害な玩具にしてしまう（39話）など、驚異的なメカニック技術を持っている。料理の手際もいい。食欲旺盛で、チキンやミートパイなど食べられないものはなさそうである（なぜか魚と人参のステーキは一度も食べることに成功していない）。ただし、角砂糖を後生大事に舐める、手当たり次第に手掴みで食べるなど食事マナーはお世辞にも上品とはいえない。原因は不明だがしばしば下痢になる（24話の場合は、恐らく果物に毒を盛られたため）。上記のように、非常に酒に弱い体質で、たった一杯のウォッカや一瓶のワインをあおっただけですぐに酔っ払ってしまう上、酒癖もあまり良くない（-6話など）。ゲームやギャンブルは好きだが運に見放されており、あり金を全て注ぎ込んではボロ負けし、毎回身ぐるみを剥がされることになる。
リズム感覚がかなり良く、レニングラードの鳴き声に異常に驚いた後、キレネンコの放屁を契機としてダンスミュージックを始める。登場人物の中でも声を発する場面が飛び抜けて多い。主なセリフは鼻歌（全シーズン）、いびき（12話）、涙声（6話など）、悲鳴（21話など。主にキレネンコが死んだ時）、笑い声（全シーズン、かすかに「うほっ」と聞こえる）などである。いずれも担当声優である上野の作り声であるが、地声が出たこともある（9話など）。また、49話ではメカネンコ1号の手品に対し「хорошо（ハラショー）」と言うなど、セリフの少ない本作において意味の通った言葉を話す珍しいキャラの一人である。
ZEROでは、前述の理由で収監される。当初はキレネンコとは別の監房だったが、0話で彼のことを気に入ったためか、同じ部屋で暮らすようになる。
キレネンコ／Кирененко／Kirenenko
声 - 森村新人→上野大典（シーズン4以降）
赤と白のストライプ模様の囚人服を着たウサギ（囚人服の色はプーチンと同じ理由で赤いペンキを被り変化した）。体毛はピンク（兄より若干濃いめ）。左の耳に安全ピンを1つ（爆死以前は2つ）刺している。囚人番号04番。元マフィアのボスで、現在は死刑囚。キルネンコの双子の弟。
ズルゾロフの裏切りにより兄弟共に爆殺されバラバラにされた後、身体を繋ぎ合わされて復活したが、左頭部および右脇腹、並びに左足のパーツが兄のものと間違って繋げられている。性格は冷静で物静か、基本的に他者には無関心である。爆殺前の回想シーンでは常に眉間に皺が寄っていたが（39話）、兄の脳の一部を繋ぎ合わされた影響か爆殺後は無表情がデフォルトになっている。
筋金入りのシューズコレクターで、普段はスニーカーのことばかりを考えている。その描写がされるようになったのはZEROの-8話「シューズのはじまり」からで、カンシュコフとの取っ組み合いが元で倉庫へ突っ込み、その際に重要な物証として押収されていたキレネンコの私物である黒いカバン（04と書かれた紙が貼ってある）を見つけたことで現在のようになった。
服役時は靴の情報誌を読んだり靴磨きすることを日課として静かに過ごしていたが、シューズ雑誌に載っていた星柄のスニーカー（銘柄は"САТУРН"、Saturnの意）を手に入れたいが為に脱獄する（13話）。懸賞金額は1千万ルーブル（日本円換算で1500万円ほど）。これにより不本意ではあるが、結果的にプーチンを巻き添えにしてしまうこととなる。後生大事に読んでいるシューズ雑誌はシーズン1では無傷だったが、シーズン2になってからは穴が二つ開き（23話）、さらにミリツィアによってボロボロに破かれてしまう（26話）。その後、プーチンによって修復されたものの、シワとツギハギが残っている。なお、穴部分はシーズン4で修復される。
並大抵のことでは驚かない極度のマイペースだが、自分のペースを崩されるとぶちギレて怒り狂い、尋常ではない怪力を発揮して大いに暴れる。特に、自分を狙うカンシュコフやボリス、コプチェフには容赦が無い。普段のキレ方は眉間に皺が寄り表情が険しくなる程度だが、リンチを受ける（睡眠の時間を邪魔される）、大切な雑誌（靴の雑誌）を破られる、12階から落とされる（思うように制裁を加えられない）、大事に保管していたシューズを強引に履かれ破られるなどで怒りが頂点に達すると怪物のような顔つきの「スーパーキレネンコ」となる。その力は通常時をさらに上回り、カンシュコフ4羽掛かりの銃撃を弾丸を全て手掴みにして防ぎ、自分へ向けて発射されたロケットランチャーの弾を飲み込み、それが腹中で爆発してもビクともせず、タンクコフの砲撃を頭突きで跳ね返す（12話）、追ってきた警察車両すべてと警官全員の上半身を地面にめり込ませる（26話）、13階建ての建物を最上階を残して1階層ずつダルマ落としの要領で殴り飛ばす（38話）、スーパーメカネンコのレーザー攻撃で縦に3等分されても（通常時だと死亡する）自力で治す（51話）。雄叫びを上げただけでケダムスキーを吹き飛ばしコマネチ母（父）を白骨化させる（64話）、空の彼方に飛び出す程の猛スピードでダッシュする（65話）など、常識外れの力を発揮する。なお、プーチンはスーパーキレネンコを一度も見たことがない。
極度の潔癖症であり、よくレニングラードに捕食されて便化するコマネチを汚物と同等とみなし、素手で触ろうとしない（19話など。なお、レニングラードを素手で触るが（4話など）、彼はトイレで生活していた過去がある。シーズン4以降からはコマネチに触れるようになるが、必ずキレる）。基本的に食べられないものはなく（人参が好物）、毒薬を飲んでも身体に一切変調を来たさないが、大量に摂取すると少しだけ酔っ払う（28話）。また、睡眠作用のあるキノコも一応は効く（61話）。魚とキノコが嫌いなようで、その匂いを嗅ぐと萎えてしまう。プーチンと違い、ナイフとフォークをある程度使い熟す（1話など）。なお、彼の鞄は収納性抜群であり、13話ではプーチンが寝床のものを鞄に少しだけ入れているのに対し、彼の寝床のものが全部なくなっていることから、全部入れている模様。30話では大量の金（札束→金塊→宝石）を収納していた。さらに、55話の場面によるとケダムスキーが鞄の中身を漁っている中にニンジンが入っていた。
素手で壁を打ち抜く（13話）、潰れたドラム缶に息を吹き込んで膨らませる（34話）、身の丈ほどもある岩を片手で投げる（21話）など、その強さは常軌を逸している。ギロチンを受ける（11話）、弾丸をくらう（17話）、釜戸に入れられても大抵は無傷だが（36話）、稀にジェット圧やレーザー光線で左頭部が切断される（21話、37話など）、ドーピング薬で燃え尽きる（34話）、頭蓋骨を外される（42話）など瀕死の状態に陥ることもある。しかし包帯を巻くなどしてパーツを元に戻す（22話など）、又は強い電気を流すことで復活する（35話など）。また、連射される機関銃の弾丸をフライパンで弾くほどの反射神経と動体視力を持ち（18話など）、プーチンとは対照的に、ゲームやギャンブルもかなり強い（8話など）。
当初はプーチンに対して全く興味を示していなかったが、車の修理や運転を任せるなど僅かながら関心と信頼を寄せている。また、ハエ叩きに苦労している隣で呑気にリズムを取っているプーチンをハエ叩きで叩くシーンがあるが（5話）、先程までのキレ顔がその時だけデフォルトに戻っているため案外ノリや仲は良いと思われる。さらに、シーズン2でプーチンが誤ってキレネンコのスニーカーの雑誌に穴をあけた際、彼に怒るという珍しい場面もあった（23話）。声は基本的に発さないため無口かつ寡黙のイメージがあるが、希に唸り声や「ん?」と言う。
ZEROでは前述の理由から、全身包帯を巻いた姿で登場（0話でプーチンとぶつかった衝撃で解ける）。当初はうまく体が動かせなかったが、-5話でカンシュコフたちに油をさされたことで自由自在に動かせるようになった。マイペースで仕事などには興味がない。
65話で動きの早くなるキノコを食べたケダムスキーを追いかけ捕まえようとするも、メカネンコ2号が用意した丸太の坂で大空高く飛んでいった（この次はZEROなので、その後の行方は分かっていない）。
レニングラード／Ленинград／Leningrad
4話で初登場。牢屋のトイレに生息していたカエルで、そのままプーチンのペットになった（後述）。父親譲りで「動くものは何でも捕食する」ため、よくコマネチやハエなどを捕食するが、生物でなくとも目に映る動くものすべてをも餌として認識し捕食する。6話で母・シャラポアと面会する。
シーズンごとに衣装が異なり、シーズン2では赤のビキニパンツ、シーズン3では青と白の囚人服ルック、シーズン4では壷に入っていた（壷の下はキレネンコと同じオレンジのパンツを穿いている）。シーズン5では青の迷彩柄パンツ。
プーチンにはある程度好意を寄せている模様で、プーチンを食べようとしていた父・ミハイルを説得していた（58話）。また、プーチンの責任とは言えないが作業中のミスでカンシュコフに追いかけられているところを、機転を利かせて助けたこともある（-3話）。65話ではプーチン一行についていくため、両親に別れの挨拶をしている。
ZEROではオタマジャクシになったばかりのため、最初は黒ずんでいたがプーチンが餌を与えたことで徐々に成長し、カエル（現在）になった（-3話）。また、カンシュコフの投げた大量の爆弾の爆発から逃れるべく、トイレに隠れた結果、そのまま住み着いたことが判明する（0話）。
コマネチ／Команеч／Komanetsyn
2話で初登場。プーチンがヒヨコの性別選別の作業をしていた際に出会ったオカマヒヨコで、以後牢屋に住みつく。
性別は一応オスであるが、プーチンが間違えてメスの方へ入れてしまったため、ロウドフの罰を受けることとなる。ヒヨコながら髭の剃り跡が青々しい。生粋のM体質で、キレネンコたちから制裁を加えられると恍惚とした表情を浮かべる。
小柄ながら力が強く、プーチンとレニングラードを運んで飛べるほどの力を持ち（16話）、モザイクとしての役割も果たしている（3話など）。よくレニングラードに食べられ（現時点では合計13回）、そのまま排泄されるため（こちらは6回）、キレネンコからは汚物扱いされている（コマネチ自身は気付かずに、キレネンコの靴の中に入ったりして、彼の怒りを買うこともしばしば）。
レニングラードに捕食される、キレネンコから制裁を加えられても死ななかったが、28話でキレネンコに出された大量の毒薬の煙を吸い込んで死亡して以降幽体となり、体は半透明で頭上にエンジェルリングが浮いた姿で行動するようになる。これにより、他者への憑依能力を身につけたが、それにも拘らずレニングラードに捕食されている。39話で生卵に憑依して孵化することにより生き返り、以降幽体となるたびに生卵に憑依しては復活している。40話ではメカネンコ1号の光線で成体化、43話ではメカネンコ1号に生皮を剥がれTバックを履いていることが判明する。45話で妹（弟）が生まれた。46話ではコマネチ妹（弟）の青髭をメカネンコが剃ったにも拘らず、瞬く間に再び元通りに生え揃ってしまった。
52話で逃走したプーチン一行に置き去りにされてしまったが、56話でプーチンたちに追い着いた。その際、コマネチ妹（弟）がメカネンコ2号のビームで巨大化（成体化）した直後、ケダムスキーの料理の臭いを嗅いだことにより幽霊となり、合流した同じく幽霊のコマネチと感動の再会を果たした。しかし、再会を果たした瞬間に2匹とも一つの卵に憑依してしまったため、新たな1匹のコマネチが誕生した。57話からのコマネチ（幼体）はコマネチとコマネチ妹（弟）の魂が融合したコマネチである。65話ではプーチンによって、空の彼方へと飛んで行ったキレネンコの雑誌の臭いを嗅がされ、警察犬のような役割を担っている。
ZEROでは、どこからか紛れ込んだ親鳥が産み落とした卵から孵化した（-9話）。オタマジャクシから成長したレニングラードに捕食され、プーチンの監房の壁の穴から排泄されるなど、これまでと扱いが変わらず終いだった。
メカネンコ1号／Механенко No.1／Mechanenko No.1
35話で登場。ズルゾロフの部下たちを追い払うため、プーチンが即興で変圧器を改造して造り出したキレネンコ風のロボット。
最初はただ歩くだけだったが、思いがけず学習能力が付いてしまい、次第に変な知恵をつけるようになる（ただし空気が全く読めない）。なぜか洗面所が内蔵されている（37話）。シーズン4ではプーチンに様々な機能を付けられていくが、必ず暴走を起こす。特に、キレネンコの口にムリヤリ魚を押し込むなど怖いもの知らずな一面を見せている（40話）。50話で電流の逆流と酒を飲んだことが原因でキレネンコと同じ思考の持ち主となり、51話では星柄のスニーカーをムリヤリ履いて破いたためにキレネンコの逆鱗に触れ、自身も「スーパーメカネンコ」化して反撃するも彼には及ばず、建物脇に路駐していたモスクビッチに突き刺さった。52話でボリスたちから逃げる際、プーチンの機転でモスクビッチと合体させられ、「メカネンコ2号」となった。

### サブキャラクター
シャラポワ／Шарапова／Sharapova
レニングラードの母。息子を探して徘徊していたところ、刑務所から息子の鳴き声を聞いて面会にやってきた。口紅を塗り、ネックレスを付けている。
48話でテレビ電話越しではあるものの、夫と共に息子と再会した。
ミハイル／Михаил／Mikhail
レニングラードの父。シャラポワの夫。口ひげを生やしている。シャラポアはレニングラードとほぼ同じくらいの大きさに対し、彼は普通のカエルの数倍の大きさであり、息子の「動くものは何でも食べる」性格は父譲りであるが、食べる物がレニングラードより大きく、コマネチ母(父)やキレネンコ、ケダムスキーに加えて、メカネンコ2号まで食べる。
48話でテレビ電話越しとして初登場、その後、57話に再登場する。プーチンを捕食しようとするも、レニングラードに説得され、プーチンによって食べた物を全て吐き出す。
コマネチ母(父)／Команеч матери(отец)／Komanetsyn mother(father)
コマネチの母であると同時に父。オカマのニワトリ。コマネチを探して徘徊していたところ、刑務所からそのにおいを嗅ぎつけて面会にやってきた。だが再会直後、コマネチがレニングラードに食べられたのを見て焦って思わずガラスを破ってキレネンコに突っ込み、彼に食べられてしまう。同種が何羽も存在するようで、以降何度か登場してはキレネンコに殴られる、車に撥ねられる、焼かれてキレネンコに食べられているという結末を迎える。
ZEROでは、キレネンコの監房にどこからか紛れ込んでいて、-10話から不遇な扱い（キレネンコによる騒動に巻き込まれるなど）を受けている面などが描かれている。
ヒヨコ軍団
ロシアのヒヨコたち。シーズン1のロウドフのヒヨコ性別選別の労働において登場。オス・メス両方が存在する。成長すると、モスクワコーチン(ウソ)というニワトリに成長するが、コマネチとその親と同種かは不明。ブルーレイにおいて、キレネンコらの脱出口から脱走した様子が描かれている。
マトリョーシカ
ロシアの民芸品。全シーズンに登場しており、シーズン1ではロウドフの労働や、プーチンの持ち物として、シーズン2以降からは売り物や飾りなどとして登場している。
キルネンコ／Кируненко／Killnenko
39話の回想シーンに登場。左の耳に安全ピンを2つ（爆死以前は1つ）刺している。キレネンコの双子の兄で、ズルゾロフの裏切りに遭って兄弟共に爆殺され、体を弟の一部と繋ぎ合わせられた（ベースは自分の体のようである。誰が繋ぎ合わせたかは不明）。
39話でコプチェフが持っている指名手配者のファイルでは、彼もまた弟と同じく生還している模様（指名手配写真に弟と同様、左半面にツギハギの傷があり、現在もマフィアを続けているようである）。回想のシーン、写真にある姿ではどちらも普段のキレネンコと同じように無表情である。懸賞金額はキレネンコと同じく1千万ルーブル。
48話ではテレビ電話で弟と再会。58話ではミハイルに食べられていたらしく、弟と一緒に吐き出された。双子ゆえか生活リズムは弟と同様で、普段は無表情だがキレると弟と同じ表情になり、連係プレーでケダムスキーを仕留めたこともある。59話でメカネンコ2号にミサイル（キルネンコがミハイルに共に食べられた時持っていたもの）で空へ飛ばされ行方不明になる。なお、キレネンコは彼に全く興味が無い。
ZEROではキレネンコ同様包帯を巻いており、-7話でキレネンコが履いている靴と自分の（左足の）靴を交換した。だがキルネンコは囚人番号がなく、その監獄も登場していない為、逮捕を免れている可能性がある。

### シーズン1
カンシュコフ／Каньсюков／Kanschkov
声 - 森村新人、上野大典（兄弟のみ12話）→上野大典（111、555）、杉橋克広（222）、森村新人（333）、山中綾子（444）
囚人を監視する一般看守たちであり、最低でも五羽以上いることが確認できる。ライオットシールドを連想させる葡萄色のドアを前面に登場する。変幻自在なマジックハンドを操って食事・体操・シャワーなど、囚人たちの身の回りの世話をするが、隙あらば彼らを虐めようと様々な悪戯を仕掛けてくる。ただし、ギャンブルが好きなためか、囚人とそれに興じては楽しんでいる(8話)。
カンシュコフは基本的に扉上部から目だけが見える風貌だが、シーズン1には半ズボンで細長い尖った耳に帽子を被って居なかったが、3話で微かに登場する後姿や、13話や39話でモスクビッチ、及び護送車の運転手として僅かに登場した際の姿から、青い制服を着た黄色で、口の著しく裂けたウサギであることを窺い知ることが出来る。
実は、彼らは兄弟であり末子だけが前述の顔つきをしている。ZEROに登場した際、最初はドアを装備しておらず、制服の色も青ではなく黒であった。なお、末子の声は森村ではなく上野に変更されている。加えてマジックハンド以外に警棒や刺又など様々な道具を隠し持っていることだけがアピールされていたが、マジックハンドのデザインは一新されている。話が進む毎にドアを前面に装備する様子が見られる（これは、キレネンコ対策で知恵を絞り合った結果、その方法に行き着いたためである）。0話では末子がキレネンコへの報復を企て、日頃の鬱憤晴らしを兼ねた復讐をすべく囚人らの作業中に大量の爆弾を送り込んで爆発させ、結果監獄所は大破。その後、囚人たちと共に、旧倉庫を中心に刑務所を新しく建て直す労働をさせた。12話「リンチの時間」では五羽全員がキレネンコの睡眠中に、不意打ちで夢中にいじくったため、そこから怒り狂ったキレネンコによってボコボコにされ廊下へと放り込まれた。その直後、キレネンコとプーチンの部屋の出入口をレンガで塞いだ。
ショケイスキー／Шокеиски／Shocasky
声 - 三橋裕輝
看守のひとり。死神の絵が描かれたドアが目印。カンシュコフと同様にマジックハンドを使い、大鎌を自在に操る。キレネンコに毒ガスを嗅がせられ気絶した(11話)。職務は死刑執行だが、裏ではキレネンコに他の死刑囚の死刑執行ボタンを押す労働をさせている。
ロウドフ／Родов／Roudov
声：森村新人
看守のひとり。緑のドアとムチが目印。いつも目は怒っている。体色は赤。マトリョーシカの収納やヒヨコの性別選別など、囚人たちに強制労働させている。
ゼニロフ／Зениров／Zenirov
看守のひとり。藍色のドアが目印。ロウドフとセットで登場する。体色は黄緑色で眼鏡をかけている。賃金の支払いを職務としている。ピンはねが大好き。裏にも登場し、キレネンコに札束を渡した。特別版で、ショケイスキーとも共演している。

### シーズン2
ロシアの民警「ミリツィア」（ミリシアは民兵だが、この場合は軍隊に対する意味での一般警察）に所属するキャラクターで、全員日本語混じりのロシア語を話す。彼らの乗る警察車両のナンバープレートの分類番号は「Дружбу」（ロシア語で「友情」などの意味）、自治体分類番号は「78」で実際のロシア連邦の区分に当てはめるとサンクトペテルブルクとなる。
ボリス／Борис／Boris
声 - 森村新人
シーズン2～4に登場。ミリツィア（民警）に所属する白黒模様のウサギ。帽子にはソビエト連邦の国旗のシンボル「鎌と槌」がデザインされている。狙撃の名手で、ソ連製のドラグノフ狙撃銃でキレネンコを狙撃し、彼の反撃で投げてきたドラム缶などを最後の一発（プーチンが乗ったままのモスクビッチ）を除いてすべて迎撃した。コプチェフと共にキレネンコを捕まえようとするも、その度に返り討ちに遭う。なお、彼が狙撃するときはほとんど顔に青筋が出ている。ミリツィアナンバーは0531。39話でズルゾロフ一味を逮捕した。52話でコプチェフと共に再登場し、街中にキレネンコの指名手配書を貼っていた。
コプチェフ／Капучев／Kopchev
声 - 上野大典
シーズン2～4に登場。ミリツィア（民警）に所属する紫色のウサギ。腕利きドライバーで、キレネンコの乱暴運転で他の車が次々に崖から落ちるのに対し、すぐに態勢を立て直した。左利きであり、18話では右手でハンドルを握りながら左手で銃を撃つという、ドライブテクを見せた。ボリスと共にキレネンコを捕まえようとするも、そのたびに返り討ちに遭う(その度に、日本語で微かに「チクショー！」と言っている)。ミリツィアナンバーは0532。39話でズルゾロフ一味を逮捕した。52話でボリスと共に再登場し、街中にキレネンコの指名手配書を貼っていた。
ミリツィアの隊員たち／Члены Мили́ция／Members of the Militsiya
声：上野大典、森村新人、杉橋克広、前川卓也
25話で検問を行っていたミリツィア（民警）の隊員たち。基本的に全員ゴーグルを着用している。ミリツィアナンバーは0794（794年：平安京遷都）、0894（894年：遣唐使廃止）、1192（1192年：鎌倉幕府成立）といった日本史関連の数字を用いる。射撃や車両運転など個々の練度もチームワークも優秀で、26話で検問を突破したプーチンたちを追い詰めるが、キレネンコに全員撃破される。シーズン3ではボリスたちがズルゾロフ一味を逮捕した際に登場(39話)。シーズン4でもボリスらと共に再登場し逃走を図ったプーチン一行を一斉掃射するものの、メカネンコ2号の起動で血の気が引き、大慌てで逃げ惑った(52話)。

### シーズン3
ズルゾロフ／Зрзолов／Zrzolov
声 - 森村新人
シーズン3に登場。大型デパートの経営者であると共に、そこを巣窟にするズルゾロフ・ファミリーのボス。顔にパンダのような白黒模様があるウサギで、作中に登場するウサギの中で唯一耳が垂れている。いつも側にゾーヤとジリヤの双子姉妹を付けて世話をさせながら、テレビゲームに興じている。
毎回手元のコントローラーを操作して様々な仕掛けを発動させ、プーチンたちの邪魔をする。普段は童顔を装っているが、悪事を働く時には人相が忽然と悪くなる。ナルシストかつ露出狂の気があり、自身のヌード写真を自室に何枚も飾る、デパート7階にあるトイレには彼の裸体を模した小便小僧の像や（個室を含む）壁一面に彼のヌード写真が飾られていたり厳重に警備してある金庫に自分のヌード写真を保管していたりする（この写真は後にブチキレたキレネンコに破られる）。
実は、かつてネンコ・ファミリーに所属しており、ボスのキルネンコ・キレネンコ兄弟を罠にかけて爆殺した張本人。この他の余罪も含め、100万ルーブル（日本円換算で150万円ほど）の懸賞金がかけられており、最後はボリスとコプチェフによって逮捕される。
ゾーヤとジリヤ／Зоя & Зилия／Zoya & Ziliya
ズルゾロフに寄り添う双子の美ウサギ姉妹。体表の黄色い方がゾーヤ、赤い方がジリヤ。
ズルゾロフと出会う前から幾度もパトロンを見つけては貢がせているらしく、姉妹が自身の美貌で貢がせたパトロンは数知れない。27話では監視カメラに映ったキレネンコを見て驚愕し、39話ではズルゾロフを置いたまま逃げ出した。その後は不明。
ズルゾロフの部下達／Мужчины Зрзорова／Zrzolov's men
声：上野大典、杉橋克広、上野俊彦
ズルゾロフの経営するデパートで働く従業員たち。全員が口の部分にファスナーが付いた目出し帽（マスク）を被っており、胸部には担当フロアの数字が描かれている。とは言え、ズルゾロフが金で掻き集めた連中のため、チームワークはバラバラ（レスラー・コック・DJなど）。しかし、あまりの低賃金から労働組合を組織している。39話では一味が連行されている場面がある。また、ズルゾロフからの電話にはДа（ダー）（ロシア語で「はい」）と言うなど案外台詞がある。
チンピラ
声：杉橋克広、前川卓也、上野大典
シーズン3に登場する、ロシアのチンピラたち。ウォッカと喧嘩が大好きでいつも二日酔い。ナイフや斧を投げる、怖そうな奴ら。キレネンコに毎回投げ飛ばされる。また、ZEROではキレネンコらと同じく刑務所に服役しており、0話で旧庁舎が爆発した後は、プーチンと同様にカンシュコフの指導のもと、新庁舎の建設という労働を強いられていた。
ズムシャビン／Змушабин／Zmshabin
31話に登場。ズルゾロフのデパート5階にあるディスコで踊るチンピラ達のうちのひとり。サングラスをかけ、「w」マークが付いた帽子を被っている。キャラクター発案はw-inds.の橘慶太による。
ズルゾロボ／Зрзоробо／Zrzolobo
シーズン3に登場。ズルゾロフの顔を模した巨大なロボット。胴体部分がないのは予算オーバーで完成しなかったためであり、垂れ耳の部分が腕の役割を果たす。12階でキレネンコとプーチンを待ち構えており、ズルゾロフの手助けもあって一度は撃退に成功したが、スーパーキレネンコによって落下した上階に押し潰された。シーズン4でスクラップ化が確認できる。

### シーズン4
メカネンコ2号／Механенко No.2／Mechanenko No.2
シーズン4の終盤およびシーズン5に登場。プーチンが壊れたメカネンコ1号と、モスクビッチを合体して作った車型ロボット。乗車できるが、二足歩行で移動する。外観のフォルムや、物を巨大化させる光線、空気が読めない所などは、メカネンコ1号そのまま。
キレネンコとは相性が悪いらしく、59話では彼をミサイルで飛ばそうとする、62話ではケダムスキーと結託してキレネンコを罠にかけていた。65話でヘリコプターの要素を加えられた。ドライバーはプーチン。

### シーズン5
ケダムスキー／Кедамски／Kedamsky
声 - 上野大典
53話にて初登場（なのだが、キレネンコが読んでいる雑誌の裏表紙に彼らしきウサギが載っている）。シーズン4の終盤から、プーチンたちが迷い込んだ森に住み着いている怪人(兎)。
所々に黒い斑点がある灰色の毛むくじゃらで、プーチンやキレネンコよりも一回り大きく、前歯を覗かせてうすら笑ったような大きな口が特徴的、左耳が途中で折れ曲がっている。食欲旺盛で、キレネンコの鞄の中のニンジンを盗み食いしようと付け狙う。なお、金品には興味がない。
見た目に似合わず非常に機敏で、追跡してくるキレネンコよりも速い脚力を持ち合わせており、身体も頑丈でキレネンコのパンチで絨毯にされてしまっても平然としている。森に長く住んでいるためか食事のマナーが悪い。また頭脳が働き、スプーンで穴を掘ることができる。ただし、話のラストでキレネンコにやられるのが定番のオチである（58話ではミハイルに食べられ、63話ではキレネンコによって再びミハイルに食べられそうになったこともある）。しかし56話では、木の洞から出てきたコマネチの母(父)10羽をキレネンコの隣で一緒に焼いていた。65話でキノコを食べ、追跡するキレネンコがスーパーキレネンコになっても追いつけないほどの瞬足化を果たしてキレネンコから鞄を奪うも、メカネンコ2号のせいでスーパーキレネンコもろとも勢い余って空中に飛び出し行方不明になる。
ZEROでは「服を着ずに街に出て来ていた」という理由から逮捕され、収監されていた（囚人番号は05番）。0話でカンシュコフがキレネンコの監房に放り込んだ大量の爆弾の爆発で、吹き飛ばされてしまった。

## 登場するメカ
モスクビッチ／Москвич-407／Moskvitch-407
13話より登場する自動車。車名は「モスクワっ子」の意で男性形（女性形は「モスクヴィチカ」）。元々はカンシュコフが所持していたが、刑務所前を走っていたところを脱獄直後のキレネンコとプーチンが奪い取った。本作品に登場するモデルはフロントグリルから407型、フォルクスワーゲン型の旧タイプである。ドライバーは基本的に16話までがキレネンコ、17話以降はプーチン。
物語が進行するにつれ見た目はひどくなっていくが、ちゃんと動く。修理とカスタマイズはプーチンが担当。17話で一度大破するが、18話では所々ラーダカスタム(後述)のパーツをあてがったツギハギがあるものの何事もなかったかのように復活している。また、22話で再び大破するも、プーチンの超人的な修理によって様々な機能を追加された上で再び復活している。しかし26話でミリツィアによる総攻撃と、キレネンコの暴走によって天井部分とボンネットが欠落し、かなりボロボロになってしまった。
27話でズルゾロフのデパート前で停車して以降登場していなかったが、51話でデパート跡前の路上にボロボロの状態で駐車されていたことが判明。52話でボリスらに見つかった際、プーチンの機転でメカネンコと合体することとなり、メカネンコと同じ外装で二足歩行する車「メカネンコ2号」となった。
ちなみに、この自動車のナンバー「UC 0079」はアニメ「機動戦士ガンダム」の作中における戦争である「一年戦争」が始まった年である。
ラーダ／Лада／Lada
シーズン2より登場。モスクビッチと並んでロシアを代表する大衆車「ジグリー」（正確にはその前身モデルであるピャチョールカ (VAZ-2101)）の輸出仕様車であるが、一般市民が乗っている。なお、実際の生産開始は1970年であり、本作品の年代設定よりも後である。
ラーダカスタム／Обычай Лады／LadaCustom
シーズン2より登場。ボリスとコプチェフが乗るパトカー。燃費はラーダよりもよい。実車はVAZ-21059というロータリーエンジン搭載の民警専用グレード。自動小銃やバズーカといった火器類を積んでいる。登場するたびにキレネンコによって破壊されるのがお約束となっている。／БА-20
ソコシャコフ／Сокошаков／Sokosyakov
20話で登場（ボリスとコプチェフが使用）。他にも、25話と26話で数台検問に使用されていたであろう同型車両が登場している（20話と26話ではキレネンコに破壊されている）。
第二次世界大戦中の装甲車「BA-20M」を改造し、機銃の代わりに大砲を搭載した警察用車輌。操縦席の上にウサ耳を収める部分がある。こちらも車体に「78」と数字がペイントされている。
タンクコフ／Танкков／Tankkov
22話と24話で登場。ボリスとコプチェフが使用。
ソコシャコフ同様、第二次世界大戦中の戦車（12話にも登場したKV-2）を改造した物で、砲塔の左右に増設した搭乗スペースの上にはウサ耳を収める部分がある。車体前面に「Усавич」（ウサビッチ）とペイントされているほか、砲塔側面の増設スペースに「MS05」とペイントされており、こちらは旧ザクの型番が元ネタらしい。
ミグ21／ МиГ-21／MiG-21
21話に登場。旧ソ連製のジェット戦闘機。モスクビッチがエンジントラブルを起こした際に運悪く上空を飛行していたため、エンジンを欲したキレネンコに大岩を投げられ撃墜されてしまう。墜落シーンではパラシュートが確認できるため、パイロットは無事に脱出できた模様。機番は赤の28。

## BGM
音楽監修およびBGMの作曲編曲を務めた上野大典は、プーチンの声も担当している。また、各エピソードの終盤においては、バッハ作曲の教会カンタータ「主よ、人の望みの喜びよ」（BWV147『心と口と行いと生活で』より）が頻繁に使用されている。

## エピソード
- 作品の全ては、1話あたり90秒である。
- 宣伝特別話として、「VMAJの時間」も製作された。

※この作品のみ、ナレーション（上野大典）が入る。

## 制作々品一覧

### シーズン1（2006年）
1. 第1話「食事の時間」
2. 第2話「労働の時間」
3. 第2.5話「労働の時間（裏）」DVD『USAVICH SEASON 1』特典映像のみ収録
4. 第3話「シャワーの時間」
5. 第4話「娯楽の時間」
6. 第5話「ダンスの時間」
7. 第6話「面会の時間」
8. 第7話「体操の時間」
9. 第8話「ギャンブルの時間」
10. 第9話「おやつの時間」
11. 第10話「トイレの時間」
12. 第11話「処刑の時間」
13. 第12話「リンチの時間」
14. 第13話「出所の時間」
15. 第13.5話「旅立ちの時間」BD『USAVICH Blu-rayの時間』特典映像のみ収録

### シーズン2（2007年 - 2008年）
1. 第14話「乱暴運転注意」
2. 第15話「脇見運転注意」
3. 第16話「坂道発進注意」
4. 第17話「狙撃注意」
5. 第18話「ダンス注意」
6. 第19話「ミサイル注意」
7. 第20話「パンク注意」
8. 第21話「スピード注意」
9. 第22話「戦車注意」
10. 第23話「改造注意」
11. 第24話「偽物注意」
12. 第25話「検問注意」
13. 第26話「総攻撃注意」
14. 第26.5話「ドM注意」BD『USAVICH Blu-rayの時間』特典映像のみ収録

### シーズン3（2008年 - 2009年）
1. 第27話「1階」
2. 第28話「2階」
3. 第29話「3階」
4. 第30話「4階」
5. 第31話「5階」
6. 第32話「6階」
7. 第33話「7階」
8. 第34話「8階」
9. 第35話「9階」
10. 第36話「10階」
11. 第37話「11階」
12. 第38話「12階」
13. 第39話「13階」
14. 第39.5話「音階」BD『USAVICH Blu-rayの時間』特典映像のみ収録

### シーズン4（2011年）
1. 第40話「クッキングマシン」
2. 第41話「お掃除マシン」
3. 第42話「合体マシン」
4. 第43話「洗濯マシン」
5. 第44話「ダンスマシン」
6. 第45話「冷蔵庫マシン」
7. 第46話「洗面マシン」
8. 第47話「ゲームマシン」
9. 第48話「TV電話マシン」
10. 第49話「手品マシン」
11. 第50話「暴走マシン」
12. 第51話「窓拭きマシン」
13. 第52話「車マシン」

### シーズン5（2013年）
1. 第53話「毛皮の森」
2. 第54話「かくれんぼの森」
3. 第55話「キノコの森」
4. 第56話「コマネチの森」
5. 第57話「ダンスの森」
6. 第58話「蛙の森」
7. 第59話「兄弟の森」
8. 第60話「穴掘の森」
9. 第61話「居眠りの森」
10. 第62話「罠の森」
11. 第63話「釣りの森」
12. 第64話「恐怖の森」
13. 第65話「ダッシュの森」

### ZERO（2015年）
1. 第-12話「復活の始まり」
2. 第-11話「食事の始まり」
3. 第-10話「昼寝の始まり」
4. 第-9話「トイレの始まり」
5. 第-8話「シューズの始まり」
6. 第-7話「ドアの始まり」
7. 第-6話「投獄の始まり」
8. 第-5話「ダンスの始まり」
9. 第-4話「仕事の始まり」
10. 第-3話「カエルの始まり」
11. 第-2話「発明の始まり」
12. 第-1話「隣人の始まり」
13. 第0話「自由の始まり」

## 受賞歴
- 2006年：第10回文化庁メディア芸術祭アニメーション部門短編アニメーション部門入選
- 2007年：オタワ国際アニメーション映画祭成人向けTVアニメーション部門入選

## メディア作品
いずれもポニーキャニオンより発売。

### DVD
- USAVICH SEASON 1（2008年10月31日発売）
  - 初回プレス盤のみキャラクターダイカットステッカー封入
  - タワーレコード・ヴィレッジヴァンガード先着購入特典各オリジナルデザインカード封入
- USAVICH SEASON 2（2009年2月4日発売）
  - 初回プレス盤のみキャラクターダイカットステッカー・ジャケットポスター封入
- USAVICH SEASON 3（2009年7月15日発売）
  - 初回プレス盤のみキャラクターダイカットステッカー封入
- USAVICH DVD-BOX『プチキレ・BOX プラモ付き』（2010年2月17日発売）   
  - 初回数量限定生産、キャラクタープラモデル付属、キャラクターダイカットステッカー・ポストカード封入
- 『USAVICH レンズクリーニング機能付DVD』（2011年7月20日発売）   
  - 初回数量限定生産、特製モバイルクリーナー、オリジナルダイカットステッカー封入
- USAVICH SEASON 4（2011年11月25日発売）
  - 初回数量限定生産、USAVICHペーパー卓上カレンダー、ダイカットステッカー封入
- USAVICH SEASON 5（2013年9月4日発売）
- USAVICH ZERO（2015年9月16日発売）

### Blu-ray Disc
- 『USAVICH Blu-rayの時間』（2012年9月19日発売）
  - 初回数量限定生産、デザインステッカー封入

### サウンドトラック
- ウサビッチ オリジナル・サウンドトラック（キレネンコ ver.）（2009年11月18日発売）
  - 初回プレス盤のみダイカットステッカー封入
- ウサビッチ オリジナル・サウンドトラック（プーチン ver.）（2009年11月18日発売）
  - 初回プレス盤のみダイカットステッカー封入

### アプリケーション
スマートフォン用
- USAVICH JUMP!（2011年8月10日配信）
- USAVICH ゲームコレクション（2011年10月18日配信）

### コンシューマゲーム
『USAVICH ゲームの時間』
バンダイナムコゲームスより2011年（平成23年）12月8日発売のニンテンドーDS専用のコンピュータゲームソフト。

### パチンコ
『CRウサビッチ パチンコの時間』
豊丸産業より2016年（平成28年）1月12日導入のパチンコ機種。